# 黎应扬
黎应扬（英語：Rossa Ryan，2000年7月—），是一名在爱尔兰戈尔韦郡出生，以英国为策騎基地的平地赛马骑师。

## 简历
黎应扬出生于2000年7月，父亲是跳栏训练师David Ryan。在获得执照正式出道前，黎应扬曾于矮马赛事取得150场胜利并获得冠军骑师称号。
2016年10月，通过家族朋友John Bleahen的签线搭桥，黎应扬在经纪人Ross Doyle的运作下前往向礼伦马房试骑，并于次年一月和向礼伦马房正式签约。同年12月9日，黎应扬在邓多克马场策骑Solar Heat取得生涯首胜。
2018年，全年取得78场胜利，在英国冠军见习骑师中取得第二名。
2019年，在古活赛马场的二级赛庆典一里锦标中策骑Duke Of Hazzard取得分级赛首胜。
2020年6月，搭档Highland Chief在皇家雅士谷于Golden Gates Handicap取得雅士谷首胜。7月，与白祈达签约，成为其马房主战。8月，同著名足球经纪人霍布拉钦旗下的amo racing签约成为主战。
2022年8月，黎应扬被amo racing解约。同年9月，在拜伦锦标策骑Captain Wierzba时被苏铭伦肘击落马。
2023年，于七月杯策骑鲨中锋，获得一级赛首胜。
2024年，伙拍才情丽骥，于美宝莉锦标、红宝锦标，以及凯旋门大赛中夺魁。11月，搭档星迷赢下育马者杯草地短途，取得育马者杯系列赛首胜。

## 主要胜出赛事
英国
- 七月杯（英语：July Cup） - (1) - 鲨中锋（2024）

- 庆典一里锦标（英语：Celebration Mile） - (1) - 公义双子 (2019)
- 火车轨锦标（英语：Railway Stakes） - (1) - 熊冲劲 (2021)、沧海制霸（2023）
- Rockfel Stakes - (1) - Hello You（2021）
- 七月锦标（英语：July Stakes） - (1) - 精锐大军（2022）
- 诺福锦标（英语：Norfolk Stakes） - (1) - 英勇部队（2023）
- 帕克山錦標（英语：Park Hill Stakes） - (1) - 日式美饌（2023）
- 米德尔顿锦标（英语：Middleton Stakes） - (1) - 才情丽骥（2024)
- 沙丘园一哩锦标（英语：Sandown Mile） - (1) - 联星共舞（2025）
- 东帝锦标（英语：Dante Stakes） - (1) - 古镇骄子（2025）
- 英皇爱德华七世锦标（英语：King Edward VII Stakes） - (1) - 猛雷 （2025）
- 獲狄嘉錦標（英语：Great Voltigeur Stakes） - (1) - 古鎮驕子 (2025)

- 亭阁锦标（英语：Pavilion Stakes） - (1) - 熊冲劲 (2022)
- bonte cup雌马锦标（英语：Brontë Cup） - (1) - 聚星成河 (2022)
- 圣西蒙锦标（英语：St Simon Stakes）- (1) - 绿草连天（2022）
- 班高锦标（英语：Bengough Stakes） - (1) - 雁南飞 (2023)
- 迪克普尔牝马锦标（英语：Dick Poole Stakes）- (1) -tabiti（2024）
- 自豪锦标（英语：Pride Stakes (Newmarket)）- (1) -宝佳丽（2024）
- 思兰锦标（英语：Zetland Stakes）- (1) -Starzintheireyes（2024）
- 橡樹錦標（英语：Oak Tree Stakes） - (1) - 古蹟飛沙 (2025)

 爱尔兰
- 美宝莉锦标（英语：Pretty Polly Stakes） - (1) - 才情丽骥（2024）

- 凤凰短途锦标（英语：Phoenix Sprint Stakes） - (1) - 熊冲劲 (2021)

 法国
- 红宝锦标（英语：Prix Vermeille） - (1) - 才情丽骥（2024）
- 凯旋门大赛 - (1) - 才情丽骥（2024）

 美国
- 育马者杯草地短途（英语：Breeders' Cup Turf Sprint） - (1) - 星迷（2024）